# 小池村
小池村（こいけむら）は、新潟県西蒲原郡にあった村。1954年、近隣町村と合併して燕市となった。

## 地理
- 河川：中ノ口川

### 隣接していた自治体
- 南蒲原郡
  - 大島村（現三条市）
  - 福島村（同上）
- 西蒲原郡
  - 島上村（分水町 → 現燕市）
  - 粟生津村（吉田町 → 現燕市）
  - 吉田町（現燕市）
  - 燕町（同上）

## 沿革
- 1889年4月1日 - 町村制施行に伴い西蒲原郡に以下の2村が成立。
  - 小池村 ← 小池村，杉名村，柳山村，杉柳村，道金村，八王寺村
  - 大関村 ← 大関村，大曲村，小関村，蔵関村
- 1901年11月1日 - 小池村と大関村が合併して小池村となる。
- 1954年3月31日 - 燕町，松長村，小中川村と合併して燕市となる。

## 交通

### 道路
主要地方道
- 新潟県道18号燕地蔵堂線
- 新潟県道68号燕分水線

一般県道
- 新潟県道260号三条八王寺線
- 新潟県道459号桜町小池線

## 村長
- 斎藤和平太